# حامد فاضل
حامد فاضل حاشوش الغزي (1950 - 15 حزيران 2021) هو كاتب وروائي ومسرحي وصحفي عراقي.

## سيرة ذاتية
ولد حامد فاضل في مدينة الرميثة بالعراق عام 1950م، وحصل على بكالوريوس اللغة الإنجليزية وآدابها، وعمل في مجال التدريس. وعمل مراسلاً لجريدة «الزمان» من عام 2003م إلى عام 2005م، ومراسلاً لجريدة «الأديب» الثقافية من عام 2004م إلى عام 2013م، ومراسلاً لوكالة رويترز للأنباء من عام 2003م إلى عام 2008م، وعمل مندوباً لمعهد المرأة القيادية من عام 2004م إلى عام 2009م، كما قام بإعداد الصفحة الثقافية لجريدة «السماوة».
نشر أول قصة له في مجلة «الطليعة» الأدبية عام 1975م، وترجم ونشر بعض القصص من اللغتين الإنجليزية والألمانية. ويجدر بالذكر أنه يقوم بالنشر في معظم المجلات والصحف العربية والعراقية. نسب لعدة سنوات للعمل في النشاط المدرسي في قسم المسرح ثم مسؤولاً للقسم الأدبي وأعد وألف وأخرج العديد من المسرحيات والأوبرتات للنشاط المسرحي، وقد فاز معظمها بجوائز منها: مسرحية «الحرب»، أوبريت «نمور الهوية»، وأوبريت «حكايا لنساء رائعات»، ومسرحية «عرس وعصافير»، ومسرحية «بغداد يا بغداد»، وغيرها. شارك في معظم المهرجانات الأدبية العراقية والعربية منها: مهرجان المربد الشعري، ومهرجانات الجواهري، وجميع مهرجانات السرد العراقية.
كُتبت عنه العديد من المقالات النقدية في العراق والوطن العربي والخارج، وأجريت معه لقاءات في قنوات العراقية، والحرية، وبغداد، والبغدادية، والسومرية، والسماوة، والمثنى، وقنوات محلية أخرى.

## العضوية
- عضو الاتحاد العام للأدباء العرب.
- عضو الاتحاد العام للأدباء العراقيين.
- عضو نقابة الفنانين العراقيين.
- عضو نقابة الصحفيين العراقيين.[3]

## المشاركات
- شارك كباحث ومدير ندوات ولسنتين في مؤتمر الثقافة السريانية في أربيل.
- شارك في مؤتمر الثقافة العربية الكردية في بغداد، كما شارك كمدير لندوتين في مؤتمر الثقافة العربية.
- شارك في معظم الأماسي والمهرجانات الأدبية في ليبيا.
- شارك في أماسي عمان الثقافية في الأردن، كما شارك في معرض عمان الدولي للكتاب.

## مؤلفاته
أصدر العديد من الكتب والروايات، أبرزها:
- «حكايات بيدبا» (قصص)، عام 1994م.
- «ما ترويه الشمس .. ما يرويه القمر» (قصص)، عام 2004م.
- «المفعاة» (قصص)، عام 2010م.
- «ثقافة الأمكنة مرائي الصحراء المسفوحة» (سرد)، عام 2012م؛ وهو كتاب أعاد طباعته الاتحاد العام لأدباء العراق ضمن منشوراته لعام 2021م.
- رواية «بلدة في علبة»، عام 2015م.
- «لقاء الجمعة»، عام 2020م.
- ألف صباح وصباح: مجموعة قصصية.[1]

## الجوائز
حصل حامد فاضل على العديد من الجوائز، وهي:
- جائزة نادي الجمهورية من جريدة الجمهورية عام 1994م، عن قصة «للشاي طعم آخر».
- جائزة نادي الجمهورية من جريدة الجمهورية عام 1995م، عن قصة «بئر الوجاجة».
- جائزة تموز اتحاد الأدباء العام عام 1995م، عن قصة «المظلة».
- جائزة الاتحاد العام للأدباء والكتاب العراقيين في بغداد، عن قصة «بصوة أرض الجن».
- الجائزة الثالثة في مهرجان المسرح العمالي العربي الأول، بغداد، عام 1997م، عن مسرحيته «اهتمامات عربية» وهي من إعداده وإخراجه.
- جائزة الابداع العراقي، وزارة الثقافة بغداد، عام 2011م.

## وفاته
رحل الكاتب القصصي والمسرحي والروائي والصحفي حامد فاضل عن عمر يناهز الـ71 عاماً يوم الثلاثاء 15 يونيو 2021م.